# Elmar Holenstein

Elmar Holenstein (ca. 1990)

Elmar Holenstein (* 7. Januar 1937 in St. Gallen) ist ein Schweizer Philosoph mit Forschungsschwerpunkten in den Bereichen Philosophische Psychologie, Sprach- und Kulturphilosophie.

## Wissenschaftliche Laufbahn
Elmar Holenstein studierte 1964–72 Philosophie, Psychologie und Sprachwissenschaft an den Universitäten Louvain/Leuven, Heidelberg und Zürich. Nach einer Lizenziatsarbeit 1967 mit dem Titel „Philosophische Überlegungen zur gegenwärtigen christlichen Theologie“ promovierte er 1970 in Leuven mit einer Dissertation über Husserls Phänomenologie der vor- und nichtbegrifflichen Erfahrung. 1976 habilitierte er sich in Zürich mit einem Buch über den „phänomenologischen Strukturalismus“ Roman Jakobsons. Zwischen 1971 und 1997 verbrachte er längere Forschungsaufenthalte am Husserl-Archiv in Leuven, bei Roman Jakobson in Harvard, an der University of Hawaiʻi, im „Universalienprojekt“ des Sprachwissenschaftlers Hansjakob Seiler an der Universität zu Köln, bei Joseph Greenberg in Stanford, am Institute for the Studies of Languages and Cultures of Asia and Africa in Tokyo und am Collegium Budapest.
1977–90 war Holenstein Professor für Philosophie an der Ruhr-Universität Bochum und anschließend bis 2002 an der ETH Zürich. 1986/87 lehrte er als Gastprofessor an der Universität Tokio und 2004 als Tang Chun-I Visiting Professor an der Chinese University of Hong Kong. Seit seiner Emeritierung 2002 lebt er in Yokohama.

## Forschungsschwerpunkte

### “Dezentrierung des Ich”
Die frühen phänomenologischen Analysen Holensteins lassen sich unter dem Titel „Dezentrierung des Ich“ zusammenfassen.  Seine Dissertation liefert eine wegweisende  begriffsgeschichtliche Klärung der kognitiven Bewusstseinsprozesse, die nach Husserls wenig glücklicher Terminologie „passiv“, d. h. „ohne Ichbeteiligung“ erfolgen. Prototypisch dafür sind Assoziationen. In dem für die weitere Forschungsausrichtung programmatischen Text „Der Nullpunkt der Orientierung“ weist Holenstein in Auseinandersetzung mit Husserl nach, dass sich das Ich, obschon Ausgangspunkt der Wahrnehmung, deswegen keineswegs ohne weiteres als Orientierungszentrum seiner Wahrnehmungen erfährt. Für die Orientierung in einem Wahrnehmungsfeld ist die Gestalt der Phänomene häufig wichtiger als ihr Sinn. An der Relevanz des Ichbewusstseins in der Kommunikation (in Anbetracht ihrer Sender-Empfänger-Struktur) und im ethischen Handeln gibt es allerdings kein Vorbeikommen.

### Phänomenologischer Strukturalismus
Im Gegenzug zu Paul Ricœurs Charakterisierung von Lévi-Strauss’ Strukturalismus als „Kantismus ohne transzendentales Subjekt“ deutet Holenstein den Prager Strukturalismus in seiner Ausprägung bei Roman Jakobson, wissenschaftsgeschichtlich unterbaut, als einen „Husserlianismus“ mit einer um die Dimensionen der Intersubjektivität und des Unbewussten erweiterten Subjektkonzeption.  In Jakobsons bevorzugten linguistischen Teildisziplinen, der Phonologie und der Poetik, gehört untrennbar zusammen, “was die Mode streng geteilt”: Phänomenologie und Strukturalismus, Analyse emischer Teilnehmer- und etischer Beobachterperspektive, formale und inhaltliche (semantisch orientierte) Beschreibung. Jakobsons Sprachtheorie hat über die Phänomenologie hinaus Wurzeln in „der russischen ideologischen Tradition“.  Teilnehmer- und Beobachterperspektive ergänzen sich natürlicherweise wechselseitig auch in intersubjektiven Verständigungsprozessen.  Eingehend befasst sich Holenstein mit möglichen sprachlichen Universalien und ihrer Erklärung.

### Philosophische Psychologie
Holensteins eigentliches Forschungsinteresse in seinen Sprachstudien galt von Anfang an dem Verhältnis von Erfahrung, Sprache und Denken, später zunehmend demjenigen von „Natur und Geist“ (dem traditionellen “Leib-Seele-Problem”) und, damit verbunden, der heuristischen Funktion des Vergleichs zwischen natürlicher und künstlicher Intelligenz. In Abstützung auf Gestaltpsychologie und Cognitive Science verfocht er innerhalb der deutschen Philosophie früh die These, dass die kategoriale Strukturierung von Wahrnehmung und Denken entschieden mehr sprachunabhängig erfolgt, als man dies während der hohen Zeit des sprachlichen Relativismus im frühen 20. Jahrhundert annahm.  Die Neurologie mag beweisen, dass die Willensfreiheit als Ursache menschlichen Handelns eine Einbildung ist. Sie vermag jedoch nicht zu beweisen, dass Bewusstsein keine psychologische Realität ist.  Da mit der heutigen Physik die Evolution von Bewusstsein so wenig zu erklären ist wie mit der frühneuzeitlichen Physik Descartes’, haben wir zuzugeben, dass wir die intima fabrica (Albrecht von Haller) der Natur, die als Emergenzbasis von Bewusstsein zu fungieren scheint, nicht kennen.  Eine naturalistische Erklärung ist nach Holenstein in Grenzen gleicherweise in der Psychologie, in der Erkenntnistheorie und in der Ethik angezeigt.

### Vergleichende Kulturphilosophie
Seit der Mitte der 1980er Jahre machte sich Holenstein mit dem methodologischen Rüstzeug, das er sich in seinen sprachwissenschaftlichen Lehr- und Wanderjahren erworben hatte, an die vergleichende Erforschung kultureller Phänomene. Seine Kulturphilosophie entwickelte er dabei, dem unfertigen Forschungsstand entsprechend, “nicht in systematischer Form, sondern nach dem Baukastenprinzip in einer Reihe von Aufsätzen”.  Im Zentrum stehen mögliche kulturelle Universalien, die Vergleichbarkeit von intra- und interkultureller Variation und die Unhaltbarkeit der romantischen Konzeption der Kulturen als homogene, in sich zentrierte und geschlossene Ganzheiten, die Erklärung intra- und intrakultureller wie intrapersonaler Konflikte mit der Unmöglichkeit einer gleichzeitig optimalen Realisierung aller menschlichen Wertvorstellungen, die Bedeutung der Nachbarschaftsbeziehungen für den geschichtlichen Wandel und der Fähigkeit zum Code-Switching für die interkulturelle Verständigung. Asien ist für ihn nicht nur ein jahrtausendealter Hort von Spiritualität, sondern ebenso von Säkularität, von religionsfreier Moralbegründung.  Sein in Seminarien am meisten benutzter Text ist „Ein Dutzend Daumenregeln zur Vermeidung interkultureller Missverständnisse“.

### Philosophie-Atlas
Die neuen visuellen Lehrmittel motivierten Holenstein in den 1990er Jahren zu einem Versuch in “experimenteller Kulturgeographie”. Die Geographie zeigt, was sie zeigt, in seinem räumlichen Zusammenhang. Entsprechend eignen sich Karten besonders zur Veranschaulichung, dass „die europäische Philosophie“ ohne ihren außereuropäischen Kontext nicht verständlich ist. Besondere Anliegen von Holensteins Atlas sind darüber hinaus der Nachweis markanter philosophischer Entwicklungen in Asien über ihre klassischen Phasen in der Achsenzeit hinaus und die Verschiebung ihrer Zentren in China und Indien (vergleichbar derjenigen in Europa) sowie die ökologisch-ökonomisch bedingte Diversität der oralen Traditionen in Afrika und im präkolumbischen Amerika.

### Traditionelle schweizerische Politologie
Die Berufung an die ETH Zürich war für Holenstein ein Anlass, die kulturphilosophischen Forschungen durch eine Reihe politologischer Studien im Hinblick auf typisch schweizerische Verhältnisse zu ergänzen. Themen waren die begünstigenden Ursachen des friedlichen Zusammenlebens mehrerer Sprachgruppen (internationales Prestige und faktische Privilegierung der Minderheitensprachen, keine Deckung der politischen, sprachlichen, konfessionellen und ökonomischen Grenzen), die Eigenart der traditionellen schweizerischen Gesellschaftsverträge (Vertrag zwischen Gemeinschaften, nicht zwischen Individuen, Mediation, wechselseitige Zusicherung verschiedener Gesetze), informelle Prinzipien (Treu und Glauben, Billigkeit/Fairness), Freizügigkeit, Neutralität im Fall eines globalen Konflikts zwischen Zivilisationen, der geschichtliche Hintergrund der Anrufung Gottes in der Präambel der Verfassung.

### Ethik
In den wenigen Texten Holensteins zur Ethik stehen wie in seinen sprachphilosophischen Studien kognitive Phänomene im Zentrum: Gewissen und Verantwortung, Wertgefühle, die von ihren Inhabern und von der Gesellschaft (und von Kant) ohne “naturalistischen Fehlschluss” als verpflichtend angesehen werden: Noblesse oblige!

## Auswahlbibliographie

### Monographien
- Phänomenologie der Assoziation: Zu Struktur und Funktion eines Grundprinzips der passiven Genesis bei Edmund Husserl, 1972.
- Roman Jakobsons phänomenologischer Strukturalismus, 1975.
- Sprachliche Universalien: Eine Untersuchung zur Natur des menschlichen Geistes, 1985.
- Sokrates: 2400 Jahre nach seiner Verurteilung zum Suizid, 2002.
- Philosophie-Atlas: Orte und Wege des Denkens, 2004.

### Aufsatzsammlungen
- Linguistik, Semiotik, Hermeneutik: Plädoyer für eine strukturale Phänomenologie, 1976.
- Von der Hintergehbarkeit der Sprache: Kognitive Unterlagen der Sprache, 1980.
- Menschliches Selbstverständnis: Ichbewusstsein – Intersubjektive Verantwortung – Interkulturelle Verständigung, 1985.
- Kulturphilosophische Perspektiven: Schulbeispiel Schweiz – Europäische Identität – Globale Verständigungsmöglichkeiten, 1998.
- China ist nicht ganz anders: Vier Essays in global vergleichender Kulturgeschichte, 2009.

### Herausgeberschaften
- Edmund Husserl, Logische Untersuchungen. 1. Band: Prolegomena zur reinen Logik: Husserliana 18, 1975.
- Roman Jakobson, Hölderlin, Klee, Brecht: Zur Wortkunst dreier Gedichte, 1976.
- (mit Tarcisius Schelbert) Roman Jakobson, Poetik: Ausgewählte Aufsätze, 1979.
- Roman Jakobson, Hans-Georg Gadamer & E. H., Das Erbe Hegels II,  1984.
- Roman Jakobson, Semiotik: Ausgewählte Texte, 1988.
- Takeo Doi, Amae – Freiheit in Geborgenheit: Zur Struktur japanischer Psyche, 1982.

### Verstreute Aufsätze

#### (a) zur philosophischen Psychologie
- Gehirn und Geist: Zur Renaissance von Bewusstseinstheorien, in: Philosophische Rundschau 29, 1982, 90–106.
- Koevolutionäre Erkenntnistheorie, in: Transzendentale oder evolutionäre Erkenntnistheorie? Hg. von Wilhelm Lütterfelds, 1987: 307–333.
- Maschinelles Wissen und menschliches Bewusstsein, in: Studia Philosophica 46, 1987: 145–163.
- Naturalisierungsaussichten in Psychologie und Epistemologie, in: Zeitschrift für philosophische Forschung 45, 1991: 329–346.
- Mentale Gebilde, in: Kognitionswissenschaft, hg. von Dieter Münch, 1992: 319–342.
- Die Psychologie als eine Tochter von Philosophie und Physiologie, in: Das Gehirn – Organ der Seele:  Zur Ideengeschichte der Neurobiologie, hg. von Ernst Florey & Olaf Breidbach, 1993: 285–308.
- Natürliche und künstliche Intelligenz, in: Natur- und Technikbegriffe, hg. von Karen Gloy, Bonn: Bouvier, 1996, 205–220.
- Die kausale Rolle von Bewusstsein und Vernunft, in: Bewusstsein, hg. von Sybille Krämer, 1996: 184–212.
- Natural Ethics: Legitimate Naturalism in Ethics, in: Phenomenology 2005, volume 1: Selected Essays from Asia, ed. by Cheung Chan-Fai & Yu Chung-Chi, 2007: 133–149.

#### (b) zur Kulturphilosophie
- Die Kulturgeschichte der Menschheit: Ihre Konzeption bei Hegel (bis 1831), bei Jaspers (1948) und heute (1999), in: Karl Jaspers: Philosophie und Politik, hg. von Reiner Wiehl & Dominic Kaegi, 1999: 163–184.
- Philosophie außerhalb Europas, in: Orthafte Ortlosigkeit der Philosophie: Festschrift für Ram Adhar Mall zum 70. Geburtstag, 2007: 65–77.
- Zu der Relativität des sprachlichen Relativismus, in: Wege zur Kultur: Gemeinsamkeiten – Differenzen – Interdisziplinäre Dimensionen, hg. von Hamid Reza Yousefi et al., 2008: 343–360.